# Konspirationsteori

USA:s sigill. Novus Ordo Seclorum betyder ungefär "tidsåldrarnas nya ordning" men översätts felaktigt till Den nya världsordningen, ett begrepp som förekommer i konspirationsteorier tillsammans med frimurarorden och Illuminati.

En konspirationsteori (av latinets conspirare som betyder "andas tillsammans") är en hypotes eller teori om en komplott, sammansvärjning eller konspiration. Termen kan användas pejorativt. En konspirationsteori bygger på fördomar och otillräckliga bevis, men kan även syfta på sakliga hypoteser kring faktiska sammansvärjningar. Utmärkande för en konspirationsteori är:
- den bygger på ett selektivt urval av fakta, så kallad körsbärsplockning
- fokus på bisaker eller ofullständigt utredda detaljer i syfte att skapa tvivel om helheten
- specifika förövare pekas sällan ut och trovärdiga alternativa scenarier saknas
- den bortser från den betydande roll som misstag, slump och inkompetens spelar i det verkliga livet

Det finns många olika konspirationsteorier som inkluderar exempelvis konspirationsteorierna om månlandningarna och omständigheterna kring Kennedymordet på 1960-talet. Många konspirationsteorier gör även gällande att stora händelser i världshistorien förklaras av att konspiratörer i kulisserna manipulerat och iscensatt politiska skeenden. Ett exempel är teorin om att Illuminati, Tempelherreorden och Frimurarorden var de hemliga sällskap som låg bakom franska revolutionen. Svenska konspirationsteorier som ofta framläggs gäller mordet på Olof Palme och Estoniakatastrofen. 

## Begreppsdefinition
Ordet konspiration härrör från latinska conspirare och med det menas att två eller flera personer samverkar i syfte att verkställa en hemlig plan. Man ska skilja mellan konspirationen som är en handling och konspirationsteorin som uttrycker oron för en konspiration. Enligt Oxford English Dictionary är konspirationsteori en teori som säger att en händelse eller ett fenomen inträffar som ett resultat av en konspiration mellan intresserade parter. Uppslagsboken citerar en artikel i The American Historical Review från 1909 som det första exemplet på begreppets användning.
Andreas Önnerfors skriver i en rapport från Myndigheten för samhällsskydd och beredskap att en "konspirationsteori uttrycker och kommunicerar föreställningen" att saker och ting "inte händer av en slump" och att världen utifrån det indelas i "en sfär av (onda) konspiratörer" och en sfär av "(goda) offer för deras komplott". Enligt Önnerfors menar konspirationsteoretikerna att konspirationen både har planerats och genomförts i syfte att skada en tredje part. De som ligger bakom konspirationen anses agera i ett "osynligt/mörkt/hemligt område 'utan insyn'". Önnerfors menar att uppfattningen att jorden är nära kollaps är en viktig komponent i det detta tänkande. Enligt honom söker konspirationsteorin att "härma det vetenskapliga resonemanget" när det gäller att förklara "vad som är sant och falskt" samt "vad som är rätt och fel" och "gott och ont".
Erik Åsard menar att det gemensamma för konspirationsteorier är att berättelsen omfattar en grupp mäktiga eller inflytelserika individer eller institutioner. Dessa personer antas ofta ha stora resurser till sitt förfogande och samarbetar i hemlighet för att uppnå ekonomisk eller politisk makt eller andra fördelar. Den stora massan anses vara ovetande om detta. Det kan handla om att händelser antingen hittas på eller beställts av hemliga makthavare, eller att makthavare agerar i hemlighet för att behålla sin makt och att hålla vanliga människor borta från insyn och inflytande.
Michael Barkun, professor emeritus i statsvetenskap vid Syracuse University, skiljer mellan konspirationer på olika nivåer. Händelsekonspirationer är idéer om att enskilda händelser är resultat av en konspiration. Systemkonspirationer kopplar ihop olika händelser och teorier och pekar ut en grupp som konspirerar mot det allmänna medan superkonspirationer är teorier om att världen styrs av en enda grupp. Tron på en sådan superkonspiration kan fungera som en hel ideologi som han kallar konspirationism. Expo definierar konspirationism på följande sätt: ”Konspirationismen fungerar som en global alternativ politisk berättelse om världen.”
Enligt Kent Werne är det vanligt hos konspirationister att flera konspirationer vävs ihop till större konspirationer, och till slut i en stor superkonspiration. Enligt honom handlar konspirationism inte om en politisk ideologi i stil med socialismen eller liberalismen, utan snarare om ett sätt att se på världen och samhället som bygger på tre grundprinciper: att ingenting händer av en tillfällighet; att ingenting är vad det synes vara och att allt hänger samman. Man antar att allt väsentligt som sker är planerat, en följd av de ondskefulla konspiratörernas strävan efter makt och kontroll."
Å andra sidan kan personer med relevanta synpunkter bli anklagade för att vara konspirationsteoretiker och själva begreppet konspirationsteoretiker används huvudsakligen pejorativt, det vill säga som skällsord.

## Konspirationsteorier och deras förankring i verkligheten
En sammansvärjning är definitionsmässigt någonting som deltagarna håller hemligt, vilket gör att sanningshalten i en konspirationsteori oftast är svårbedömd. På grund av detta kan det vara svårt att ge entydiga och glasklara svar på till exempel vilka som har genomfört eller ligger bakom konspirationen vilket gör att vissa teorier är svåra att falsifiera. Därför kan det råda olika uppfattningar om huruvida olika indicier faktiskt talar för en konspiration eller inte.
Det finns även en risk att påstådda svagheter, felaktigheter eller alternativa tolkningar i den etablerade verklighetsbeskrivningen automatiskt stärker tron på att konspirationsteorin i fråga är sann. Men det är inte alltid självklart att en påstådd felaktighet är en verklig felaktighet och det finns en risk att konspirationsteoretikern gör sig skyldig till en falsk dikotomi, det vill säga till tron att man kan reducera alla alternativ till två ömsesidigt uteslutande verklighetsbeskrivningar där den ena automatiskt har rätt om den andra har fel. Det kan ju finnas andra förklaringar till felaktigheter i den etablerade verklighetsbeskrivningen än att den skulle vara en falsk täckhistoria för att dölja en konspiration.
Enligt statsvetaren Erik Åsard kännetecknas många konspirationsteorier av att de väljer ut den fakta som passar ihop med teorin, att de fokuserar på detaljer och bisaker som verkar orimliga för att så tvivel om en hel händelse och att de sällan kan ange konkreta förövare för konspirationen. Åsard menar att konspirationsteoretiker bortser från att misstag, slump och inkompetens kan förklara vissa händelser. Verkliga konspirationer som till exempel Watergateskandalen visar enligt honom hur svårt det är att hemlighålla en större konspiration i länder med fri press och opinionsbildning. En liknande tanke framförs av professor Åsa Wikforss som menar att det är svårt att hemlighålla konspirationer,till exempel hade det behövts en sammansvärjning av ca 400 000 personer för att rigga USA:s månlandning 1969.
Läkarna Ronald Pies och Joseph Pierre skriver dock att man inte bör döma konspirationsteorier på förhand eftersom historien klart och tydligt visar att konspirationer har ägt rum. Likaså menar journalisten Åsa Linderborg att man inte kan avfärda konspirationsteorier generellt utan att man måste bedöma varje teori för sig samt att man inte kan ta de mest orimliga teorierna som ett belägg för att konspirationsteorier överlag inte håller. Hon menar dessutom att det finns många ganska jordnära konspirationer som till exempel företag som strävar efter vinst och inte alltid verkar för det allmännas bästa. Verkliga konspirationer som Iran-contras-affären visar enligt Linderborg att "politiker och andra makthavare faktiskt ljuger". Journalisten Clas Svahn har en liknande uppfattning och menar att man måste skilja mellan konspirationsteorier som vilar på lösa antaganden och andra teorier som har en verklig bakgrund. Till ogrundade konspirationsteorier räknar han sådana som inbegriper utomjordiska varelser eller att Hitler fortfarande skulle vara vid liv. Dock finns det enligt Svahn även mer jordnära teorier som oljebolagens karteller, Palmemordet samt bekräftade konspirationer som MK-ULTRA. Även Åsa Wikforss tillstår att det finns verkliga konspirationer men hon gör skillnad mellan konspirationer och "renodlade konspirationsteorier" som enligt henne baserar på väldigt lite fakta.
Verkliga konspirationer, hemliga projekt och mörkläggningar avslöjas då och då, som till exempel Watergateaffären, IB-affären eller Echelon.

## Historik
Under 1900-talet och 2000-talet har konspirationsteorierna bland annat handlat om stora olyckor, mord eller dödsfall på kända personer, om spektakulära händelser såsom månlandningen och om elfte september-attackerna i New York 2001. Det handlar ofta om påståenden om så kallade "false flag operations", som iscensätts av regeringar eller andra ledare för att kunna inleda krig och skylla på den tilltänkta fienden. Det har också skrivits många böcker och gjorts många filmer på temat konspiration. Åtminstone en del av dessa konspirationer, de som involverar frimurarna och Illuminati, kan sägas ha uppkommit på 1700-talet då konservativa och kristna lade skulden för den franska revolutionen just på frimurarna och "upplysningsgruppen" som kallade sig för Illuminati.

## Olika perspektiv
Uppkomsten av konspirationsteorier kan förklaras utifrån olika utgångspunkter.

### Det psykologiska perspektivet
En konspirationsteori som innehåller logiska fel och motsägelser kan beskrivas som resultatet av ett psykologiskt tillstånd som kan kallas konspirationism. Det ingår i ett paranoid-schizofrent tankemönster som enligt en spekulativ teori beror av patienternas höga dopaminhalter, vilket leder till att de ser relevans i sådant som andra tar för normalt. Konspirationerna kan vara enkla, såsom att de tror att de egentligen är Jesus Kristus, eller komplexa. I olika kulturer kan sådana symptom ta sig väldigt olikartade uttryck.

### Det psykopatiska perspektivet
Vissa ser psykopaters drivkraft och förmåga att till varje pris kontrollera andra människor för egen vinning som en anledning till att dessa psykopater i hög grad koncentreras högt upp i ledande befattningar på företag, i politiska och icke-politiska organisationer.
Teorin ser ut som följer: Då i stort sett alla företag och organisationer är ordnade som en hierarkisk pyramidstruktur kommer dessa på sikt att få en betydligt högre koncentration av psykopater i toppositioner än den genomsnittliga andelen psykopater i en befolkning. Dessa psykopater kommer då i betydligt högre omfattning konspirera ihop med andra likasinnade för egen vinning än de som har goda avsikter för hela företaget, organisationen eller mänskligheten.

### Det praktiska perspektivet
Inte sällan får en tanke eller idé fäste på olika ställen i samhället ungefär samtidigt. Jämför Hegels "världssjäl" eller Sheldrakes morfogenetiska fält. På så vis kan samma eller liknande ageranden och händelser ibland iakttas starta från olika håll till synes samtidigt. Detta lockar många att se konspirationer. Även kritiker förleds av detta att felaktigt beskylla iakttagare av trenden för att vara konspirationsteoretiker.

### Det politiska perspektivet
Christopher Hitchens beskriver konspirationsteorier som en effekt av demokrati och yttrandefrihet.

## Vanligt förekommande konspirationsteorier

### 11 september 2001
Attentaten den 11 september 2001 har varit föremål för talrika spekulationer och konspirationsteorier om vem och vad som ligger bakom attentaten och vad som egentligen hände. Jämte den officiella versionen, att flygplanen kapades av terrorister som sedan flög in i de två huvudtornen i World Trade Center och i Pentagon, finns det andra teorier som påstår att exempelvis den amerikanska regeringen ligger bakom attentaten. Särskilt det tredje tornet (WTC7) har det spekulerats kring eftersom tornet verkar kollapsa utan extern inverkan. En hypotes är också att USA:s regering kände till attacken och lät den ske (utan att själv ligga bakom) för att utnyttja händelsen för sina egna syften (till exempel starta krig mot andra länder, inskränka vissa medborgerliga rättigheter, och så vidare). Något som har väckt misstänksamhet är faktumet att det militära luftförsvaret (NORAD) inte lyckades hindra kaparna från att utföra sina dåd. I en opinionsundersökning från 2006 angav 42% av den amerikanska befolkningen att de tvivlade på regeringens officiella utredning. Över 3000 amerikanska arkitekter och ingenjörer arbetar för en ny, oberoende utredning om vad som hände.

### Area 51
Area 51, Roswellincidenten, Men in Black, UFO:n, bortföranden (i synnerhet Majestic 12) är olika sammanhängande fenomen där olika konspirationsteorier har förekommit. Framförallt Area 51 har länge stått i fokus, bland annat eftersom det finns en stor sekretess kring anläggningen. Officiellt är området en anläggning för att testa flygfarkoster av olika slag, som till exempel spaningsplanet U2 på 1950-talet och på senare år flygplanet F-117 Nighthawk. Robert Lazar påstod 1989 att han jobbade med utomjordisk teknologi på Area 51 och att testområdet användes för att bärga utomjordiska rymdfarkoster. Den stora sekretessen kring Area 51 bidrar till spekulationer om vilken verksamhet som bedrivs på området.

### Bermudatriangeln
Bermudatriangeln är ett område på 700 000 kvadratkilometer mellan Bermuda, Florida och Puerto Rico, där det sägs att ett ovanligt stort antal fartyg och flygplan har försvunnit. En del påstår att triangeln befinner sig just där det mytomspunna Atlantis en gång ska ha funnits och att det är dess stora eldkristaller som utstrålar stora mängder energi som förstör skepp och flygplan som kommer för nära. Början till konspirationsteorin var "Flight 19", ett flygplan som gav sig ut på ett rutinuppdrag och som försvann i området i december 1945. Vincent Gaddis bok "The Deadly Bermuda Triangle" från 1964 spädde på spekulationerna, och Charles Berlitz bok "The Bermuda Triangle" från 1974 med sina 20 miljoner sålda exemplar på 30 olika språk förstärkte mystiken kring Bermudatriangeln. I Steven Spielbergs film "Close Encounters of the Third Kind" tolkas försvinnandet av "Flight 19" som kidnappning av utomjordingar. Karl Kruszelnicki säger däremot att det finns naturliga orsaker till att så många skepp och flygplan har försvunnit i triangeln. Enligt honom är det faktorer såsom att många farkoster som passerar området, dåligt väder och fel gjorda av människor som ligger bakom många försvinnanden.

### Bilderberggruppen
Varje år träffas inflytelserika politiska, ekonomiska, akademiska personer och mediechefer från Nordamerika och Europa i den så kallade "Bilderberggruppen". Medan deltagarna säger att mötena enbart handlar om att diskutera samhällsrelaterade frågor menar dess kritiker att gruppen är en slags hemlig världsregering. Mellan 120 och 150 deltagare inbjuds av gruppens styrande kommitté. Det förs inga anteckningar om vad exakt sägs på mötena och vilka slutsatser som dras, det finns enbart en lista med ämnen som ska diskuteras på respektive möte. Ämnen som diskuterades 2017 var Trumpadministrationen, globalism, informationskriget, populism och Kina. 2018 diskuterades populism, artificiell intelligens, frihandel, Ryssland, Saudiarabien och Iran.
Gruppens namn härstammar från första mötesplatsen, Hotel de Bilderberg i Oosterbeek (Nederländerna) den 29 maj 1954. Bilderberggruppens grundare (bland andra före detta ordföranden för Unilever, Paul Rijkens) hade som mål att stärka det transatlantiska bandet mellan Europa och USA i det begynnande kalla kriget. Före detta ledaren för brittiska labourpartiet har förklarat att det inte är helt orättvist att påstå att gruppen strävar efter en världsregering. Internationellt kända deltagare har varit Margaret Thatcher, Tony Blair, Henry Kissinger, prins Charles, Bill Clinton, Bill Gates och Ryanairs VD Michael O'Leary.
Från svensk sida har Annie Lööf, Carl Bildt, Anders Borg, Stefan Löfven, Magdalena Andersson, Mona Sahlin, Leif Pagrotsky, Percy Barnevik, Jonas Bonnier, Gunilla Carlsson, Carl-Henric Svanberg och Leif Johansson deltagit. Stefan Löfven och Fredrik Reinfeldt blev båda statsministrar strax efter att de hade deltagit på respektive möte vilket enligt statsvetaren Magnus Hagevi tyder på att gruppen är bra på att förutse vem som blir statsminister.

Ett uttalande som har underblåst konspirationsteoretiska argument kommer från David Rockefeller som själv har deltagit på Bilderberggruppens möten:
| ”                                                      | ”Vissa tror till och med att vi är en del i en hemlig sammansvärjning som arbetar mot USA:s bästa och karaktäriserar mig och min familj som ’internationalister’ som konspirerar med andra över hela världen i syfte att bygga en mer integrerad global politisk och ekonomisk struktur – en värld om du så vill. Om detta är anklagelsen, då är jag skyldig, och stolt över det”. | „ |
| – David Rockefeller, finansman och Bilderbergdeltagare | |   |

### Chemtrails
Chemtrail är en konspirationsteori som hävdar att flygplan släpper ut kemiska och biologiska gifter för att kontrollera vädret. Beviset sägs vara strimmorna som jetplan lämnar efter sig. Vissa förmodar en sammansvärjning av olika organisationer såsom diverse regeringar, CIA, och så vidare

### Dag Hammarskjölds död
Dag Hammarskjölds död har varit föremål för olika konspirationsteorier. Hammarskjöld var på väg till Zambia för att medla fred i Kongokriget när hans plan störtade natten mellan den 17 och 18 september 1961. Det har länge spekulerats i att de dåvarande involverade länderna Storbritannien och Belgien kan ha haft ett intresse i att döda Hammarskjöld som sågs som en generalsekreterare som stod på de små ländernas sida vilket kan ha kolliderat med de ekonomiska intressen som Storbritannien och Belgien hade i Kongo. I dokumentären Cold Case Hammarskjöld pekas den brittisk/belgiske piloten Jan van Risseghem ut som legoknekt som sköt ner Hammarskjölds plan.

### Estoniakatastrofen
Undergången av färjan Estonia hösten 1994 ledde till 852 människors död och det har allt sedan dess förekommit olika teorier kring orsaken bakom olyckan. En av teorierna har lanserats av Anders Jallai (ledare för sökprojektet efter den försvunna DC-3:an och författare) som säger sig ha källor från bland annat SÄPO, MUST och IB som påstår att Estonia transporterade militärt materiel och kanske även radioaktivt material, vilket enligt Jallai skulle förklara varför man har motsatt sig att bärga skeppet. Han menar dessutom att västmakterna smugglade ryskt krigsmateriel åren 1992–1994. Att skeppet transporterat militärt material framfördes i Uppdrag Granskning och Aftonbladet 2004. Den tyska journalisten Jutta Rabe hävdar att Estonia sprängdes av en rysk organisation som ville förhindra att krigsmateriel från Baltikum skulle nå USA via Sverige. Skeppsbyggnadsingenjör Anders Björck hävdar att Estonia sjönk efter kollision med en amerikansk ubåt. Den tidigare riksdagsmannen Lars Ångström menar att en grupp har varit inne i vraket och hämtat en hemlig last som fanns ombord.

### Illuminati
Illuminati (på svenska: "De upplysta") var en orden som grundades 1776 i Tyskland av Adam Weishaupt och som trodde på upplysningsidealen. Denna orden förbjöds och det sägs att den gick under jorden efter det. Illuminati kopplas ibland ihop med Frimurarna. Pyramiden med ögat som syns på USA:s endollarssedel ses som en symbol för Illuminati och flera kändisar som Kanye West och Beyoncé använder sig av symbolen i sina musikvideor. Det finns även teorier som säger att Illuminati är halvmänniskor.

### Kennedymordet
Även om den officiellt insatta Warrenkommissionen, som tillsattes strax efter mordet på John F. Kennedy, drog slutsatsen att Lee Harvey Oswald var en ensam gärningsman som sköt presidenten, har det genom åren förekommit många olika konspirationsteorier. Bland möjliga gärningsmän utpekas bland andra Kennedys vicepresident Lyndon B. Johnson, det militärindustriella komplexet (som skulle mörda Kennedy eftersom han ville dra sig ur Vietnam, vilket dock är omtvistat om han ville), maffian och CIA som kan ha haft ett intresse att röja undan Kennedy eftersom han hade funderingar på att splittra CIA. I en opinionsundersökning genomförd av ABC år 2003 angav 70 % av USA:s befolkning att Kennedymordet var resultatet av en sammansvärjning.

### Månlandningarna
Vissa hävdar att månlandningarna, speciellt månlandningen den 20 juli 1969, aldrig ägde rum. Bevisen för denna konspiration anses vara att flaggan som astronauterna satte på månen vajade (vilket anses bevisa att det blåste vilket i sin tur ska bevisa att inspelningen ägde rum i en studio på jorden), att man inte kan se stjärnor på bilderna, att skuggorna föll i en konstig vinkel, och så vidare. Olyckan med Apollo 1 då Virgil Grissom, Edward White och Roger Chaffee har också tolkats av somliga som att de inte dog i en olycka under testfasen utan att de avrättades för att de råkade berätta om den planerade fejkade månlandningen. Även en inblandning av Stanley Kubrick har diskuterats, som man antyder kan ha hjälpt NASA att producera månlandningen, hans film 2001 från 1968 skulle i så fall bevisa att det fanns adekvat filmteknologi för att fejka expeditionen. I en undersökning från 1999 visade det sig att 11 % tvivlar på att månlandningarna faktiskt ägde rum.
Å andra sidan finns det förklaringar till flera av "bevisen" som konspirationsteoretikerna har lagt fram. Exempelvis vajar flaggan inte när man tittar noga, stjärnorna syns inte eftersom kameran inte kunde fånga in deras svaga ljus mot det starka ljuset i förgrunden och att skuggorna faller i en "konstig" vinkel är ett fenomen som även förekommer på jorden.

### Palmemordet
Genom åren har det förekommit olika teorier kring mordet på Olof Palme. Polisens huvudspår att Christer Pettersson har mördat Palme har ifrågasatts många gånger, och än så länge är det oklart om en enskild gärningsman mördade Palme eller om statsministern blev offer för en konspiration. En vanlig teori är det så kallade polisspåret, som hävdar att den för sin hårdhet beryktade polisgruppen Baseballigan var inblandad. 2019 presenterades "Skandiamannen", Stig Engström, som gärningsman av polisen vilket ånyo satte igång diskussionen kring vem som mördade Palme.

### Paul is dead
Teorin "Paul is dead" går ut på att Paul McCartney dog på 1960-talet och ersattes med en annan person. Den bygger bl.a. på tolkningar av omslagsbilden på albumet Sgt. Pepper's Lonely Hearts Club Band och Abbey Road.

### Pizzagate
Med Pizzagate avses en konspirationsteori där det påstods att en pizzeria i Washington hade kopplingar till en pedofilhärva och Hillary Clintons presidentvalskampanj 2016. Teorin föranledde en 28-årig man från North Carolina att köra till restaurangen med ett gevär och att öppna eld inne i pizzerian. Mannen dömdes senare till fyra års fängelse.

### Ubåtskränkningarna
Hösten 1982 och de därpå följande åren siktades många ubåtar i svenska vatten som påstods vara sovjetiska. Frågan som har rests i efterhand är om ubåtskränkningarna i allmänhet och enskilda incidenter i Hårsfjärden har genomförts av ryska ubåtar eller om det rörde sig om NATO-ubåtar. Frågan i samband med det är även om den svenska militära ledningen aktivt har hjälpt till att skapa bilden av ryska ubåtar kränker svenskt vatten. Uttalanden från dåvarande ledande politiker som Caspar Weinberger (försvarsminister under Ronald Reagan) och militärer som James Lyon (dåvarande viceordförande i US Navy) indikerar att det var NATO-ubåtar som befann sig utanför den svenska kusten på 1980-talet. Mattias Mossberg, medlem i ubåtskommissionen, antyder att man från svensk sida försökte mörka detta och att man förde både den svenska offentligheten, riksdagen och media bakom ljuset.

### Vaccination
Genom åren har det florerat olika rykten om vaccinationer, exempelvis har det hävdats att vaccin leder till klassisk autism, att barns immunsystem inte klarar av vaccinationer, att vacciner innehåller giftiga ämnen, att naturligt förvärvad immunitet är bättre än att vaccineras, och så vidare. Dessa rykten har dock visat sig att ha väldigt lite bärkraft. Man har exempelvis identifierat flera orsaker bakom autism som inte på något sätt är länkade till vaccin. Hypotesen om naturlig immunitet stämmer i vissa fall där människor har utvecklat en naturlig immunitet som är starkare än vaccination. Detta skulle dock innebära en förhållandevis stor risk för dödsfall vid vissa sjukdomar. Dessutom har vaccin visat sig vara mycket effektiva, till exempel minskade antal mässlingsfall i USA från 400 000 år 1963 (året när vaccin mot mässling introducerades) till 25 000 år 1970.

### Övriga obekräftade konspirationsteorier
- Eurabien
- Evighetsmaskiner och andra energikällor som sägs ha tystats ner av petroleumbranschen
- Federal Reserve och Federal Reserve Act. Federal Reserve Act är den lag som skapade Federal Reserve 1913
- Förenta nationerna och Den nya världsordningen
- Förintelsen - se Förintelseförnekelse
- Hemlig vargimplantering i Värmland
- Kulturmarxism
- Ivar Kreugers död
- Marilyn Monroes död
- Ny kronologi
- Konspirationsteorier om president Obama se artikeln Barack Obama
- Svea rikes vagga (delar av den så kallade "Västgötaskolan")
- Trilateral Commission[1]

## Bekräftade konspirationer
Se Konspiration#Kända konspirationer i världshistorien

## Fiktiva konspirationer

### Konspiration 58
2002 visade SVT en så kallad "mockumentär" (en film i dokumentärstil fast med ett fiktivt innehåll) med titeln Konspiration 58 där det påstods att fotbolls-VM 1958 aldrig ägt rum. Det fanns även en hemsida med titeln konspiration58.com som skulle förstärka intrycket av att det handlade om en verklig konspiration. Syftet med filmen var att visa det absurda med vissa konspirationsteorier som exempelvis påståendet att förintelsen aldrig ägt rum. När mockumentären visades var det många tittare som köpte filmens påstådda konspiration och reaktionerna var många: inom en timme efter sändningen hade det kommit in 3 000 frågor på SVT:s livechatt. Än i juni 2018 presenterade danska DSB:s tidning konspiration 58 som en verklig förening med anhängare som sägs ha bevis för att fotbolls-VM 1958 aldrig hände.

### "The Dark Side of the Moon"
I denna mockumentär påstås det att Stanley Kubrick hjälpte NASA att fejka månlandningen 1969.

## Populärkultur
I de populära TV-serierna Arkiv X och Lost används moderna konspirationsteorier som en grund för berättelserna. Se även Illuminati (spel).

## Källhänvisningar
1. 1 2 3 4 5  Erik Åsard. "Alla har rätt till egna åsikter, men inte till egna fakta", OBS, sverigesradio.se, 6 oktober 2016 en repris från maj 2016. Åtkomst den 9 oktober 2016.
2. ↑  ”Conspiracy Theory - ECPS” (på engelska). European Center for Populism Studies. https://www.populismstudies.org/Vocabulary/conspiracy-theory/. Läst 30 december 2022.
3. ↑  Oxford English Dictionary Second Edition on CD-ROM (v. 4.0), Oxford University Press, 2009, s.v. 4
4. ↑  Johnson, Allen (juli 1909). ”Reviewed Work: The Repeal of the Missouri Compromise: Its Origin and Authorship by P. Orman Ray”. The American Historical Review (Oxford Journals for the American Historical Association via JSTOR) 14 (4):  sid. 836. doi:10.2307/1837085. ISSN 0002-8762. http://dx.doi.org/10.2307/1837085.  ”The claim that [David R.] Atchison was the originator of the [Missouri Compromise] repeal may be termed a recrudescence of the conspiracy theory first asserted by Colonel John A. Parker of Virginia in 1880”. Full text.
5. ↑  Önnerfors, Andreas (04 2021). ”Vad är konspirationsteorier? Definitioner och diskussion”. Konspirationsteorier och covid-19: mekanismerna bakom en snabbväxande samhällsutmaning. Myndigheten för samhällsskydd och beredskap, enheten för skydd mot informationspåverkan. sid. 22. MSB1745 - april 2021. ISBN 978-91-7927-135-0. https://www.msb.se/contentassets/555542e57381475cb26d6862dc7a543a/msb-studie.pdf. Läst 22 april 2021
6. ↑  Gardell, Mattias (1998 ;). Rasrisk : rasister, separatister och amerikanska kulturkonflikter. Federativ. sid. 254-267. ISBN 91-86474-22-7. OCLC 186623006. https://www.worldcat.org/oclc/186623006. Läst 17 mars 2021
7. ↑  ”Konspirationsteoriernas abc”. Forum för levande historia. https://www.levandehistoria.se/webbkurs-larare-svara-fragor-i-klassrummet/5-konspirationsteorier/konspirationsteoriernas-abc. Läst 4 april 2021.
8. ↑  ”Konspirationism”. Språktidningen. https://spraktidningen.se/artiklar/2016/02/konspirationism. Läst 17 mars 2021.
9. ↑  Werne, Kent (2019). Allt är en konspiration : En resa genom underlandet.. sid. 71. ISBN 978-91-7775-076-5. OCLC 1096604240
10. ↑  Werne, Kent (2018-08-31). Allt är en konspiration: En resa genom underlandet. Ordfront. ISBN 978-91-7441-674-9. https://books.google.se/books?id=gkBtDwAAQBAJ&pg=PT151&lpg=PT151&dq=konspirationism&source=bl&ots=5YbWE9lD05&sig=ACfU3U2rASq0nvwEjO-6tZFWzsIDPEbymw&hl=sv&sa=X&ved=2ahUKEwiwpdX5i7fvAhXItYsKHQBQBhE4MhDoATAIegQIChAD#v=onepage&q=konspirationism&f=false. Läst 4 april 2021
11. ↑  Wikforss, Åsa, Kunskapen och dess fiender, Fri tanke 2020, sid. 152
12. ↑  ”Believing in Conspiracy Theories Is Not Delusional”. Medscape. http://www.medscape.com/viewarticle/945290. Läst 4 april 2021.
13. ↑  ”KULTUR: Konspiration”. Aftonbladet. https://www.aftonbladet.se/a/oR3Qeg. Läst 3 mars 2019.
14. ↑  Svahn, Clas, Inledning i Nyberg, Andreas (red.), Världens största konspirationer. Tidernas mest omskakande konspirationsteorier, Månpocket 2003, sid. 9-15
15. ↑  Wikforss, sid. 155
16. ↑  proletaren.se/artikel/bland-foliehattar-och-judehatare
17. ↑  Kathleen McGowan, "Conspiracy Theories Explained" Arkiverad 20 september 2008 hämtat från the Wayback Machine., Psychology Today Magazine, Nov/Dec 2004
18. ↑  Bell, Chris (1 februari 2018). ”The people who think 9/11 may have been an 'inside job'” (på brittisk engelska). https://www.bbc.com/news/blogs-trending-42195513. Läst 2 februari 2019.
19. ↑  Borg, Jenny, Larsson, Linn, Spöktimmen. Konspirationsteorier, tid: 76:00, länk: https://podtail.com/sv/podcast/spoktimmen/
20. ↑  ”Conspiracy Theories” (på amerikansk engelska). Time. 20 november 2008. ISSN 0040-781X. http://content.time.com/time/specials/packages/article/0,28804,1860871_1860876_1861013,00.html. Läst 10 februari 2019.
21. ↑  ”What Is Known (and Not Known) About Area 51” (på engelska). Encyclopedia Britannica. https://www.britannica.com/story/what-is-known-and-not-known-about-area-51. Läst 2 februari 2019.
22. ↑  ”Scientist ‘solves’ mystery of the Bermuda Triangle – by claiming there was no mystery in the first place” (på engelska). The Independent. 26 juli 2017. http://www.independent.co.uk/news/science/bermuda-triangle-mystery-solved-latest-theories-dr-karl-kruszelnicki-debunked-unexplained-a7861731.html. Läst 11 februari 2019.
23. 1 2  ”Who are the secretive Bilderberg Group and are they really the New World Order?” (på engelska). The Independent. 1 juni 2018. https://www.independent.co.uk/news/world/europe/bilderberg-group-conspiracy-theories-secret-societies-new-world-order-alex-jones-a8377171.html. Läst 2 februari 2019.
24. 1 2  ”Annie Lööf kommenterar medverkan på hemligt elitmöte”. www.varldenidag.se. https://www.varldenidag.se/nyheter/annie-loof-kommenterar-medverkan-pa-hemligt-elitmote/repriB!Kvms4lErP43XvKq2@pTqA/. Läst 2 februari 2019.
25. ↑  https://www.varldenidag.se/nyheter/annie-loof-kommenterar-medverkan-pa-hemligt-elitmote/repriB!Kvms4lErP43XvKq2@pTqA/
26. ↑  ”Politiker: CIA sprutar gifter över Sverige”. Aftonbladet. https://www.aftonbladet.se/a/21qGeB. Läst 11 februari 2019.
27. ↑  Ripås, Johan (13 januari 2019). ”Nya uppgifter: Legoknekt erkände att han dödat Dag Hammarskjöld”. https://www.svt.se/nyheter/utrikes/nya-uppgifter-legoknekt-ska-ha-erkant-att-han-dodade-dag-hammarskjold. Läst 2 februari 2019.
28. ↑  ”Nya mysteriet om Estonia | Inloggad | Expressen”. Expressen. https://www.expressen.se/nyheter/inloggad/nya-mysteriet-om-estonia/. Läst 2 februari 2019.
29. ↑  Borg, Larsson, tid: 22:15
30. ↑  CNN, Thom Patterson. ”One JFK conspiracy theory that could be true”. CNN. https://www.cnn.com/2018/03/21/us/jfk-assassination-conspiracy-theories-debunked/index.html. Läst 2 februari 2019.
31. ↑  ”Conspiracy Theories” (på amerikansk engelska). Time. 20 november 2008. ISSN 0040-781X. http://content.time.com/time/specials/packages/article/0,28804,1860871_1860876_1861003,00.html. Läst 10 februari 2019.
32. 1 2  ”How Do We Know The Moon Landing Really Happened?” (på amerikansk engelska). The National Space Centre. https://spacecentre.co.uk/blog-post/know-moon-landing-really-happened/. Läst 2 februari 2019.
33. ↑  ”Conspiracy Theories” (på amerikansk engelska). Time. 20 november 2008. ISSN 0040-781X. http://content.time.com/time/specials/packages/article/0,28804,1860871_1860876_1860992,00.html. Läst 10 februari 2019.
34. ↑  ”Palmemordet.se”. www.palmemordet.se. Arkiverad från originalet den 11 januari 2019. https://web.archive.org/web/20190111012824/https://palmemordet.se/. Läst 2 februari 2019.
35. ↑  Blauvelt, Christian. ”‘Paul is dead’: A Beatles secret message in an album cover?” (på engelska). www.bbc.com. http://www.bbc.com/culture/story/20180807-paul-is-dead-a-beatles-secret-message-in-an-album-cover. Läst 3 mars 2019.
36. ↑  ”“Paul Is Dead” Clues on Sgt. Pepper’s Lonely Hearts Club Band”. turnmeondeadman.com. 6 augusti 2013. https://turnmeondeadman.com/paul-is-dead-clues-on-sgt-peppers-lonely-heart-club-band/. Läst 29 mars 2022.
37. ↑  ”Fängelse för skytten i "pizzagate"”. Aftonbladet. https://www.aftonbladet.se/a/a2yvO2. Läst 3 mars 2019.
38. ↑  Dirk Pohlmann: Operation Täuschung. Die Methode Reagan, Februar Film 2014, tid: 35:00
39. ↑  ”Vaccine Myths Debunked” (på engelska). PublicHealth.org. Arkiverad från originalet den 30 januari 2019. https://web.archive.org/web/20190130024701/https://www.publichealth.org/public-awareness/understanding-vaccines/vaccine-myths-debunked/. Läst 16 februari 2019.
40. ↑  ”Fejkdokumentären Konspiration 58 som råkade bli en riktig konspirationsteori”. Dagens Nyheter. 14 juli 2018. https://www.dn.se/kultur-noje/fejkdokumentaren-som-rakade-bli-en-riktig-konspirationsteori/. Läst 2 mars 2019.
41. ↑  ”Opération lune”. http://www.imdb.com/title/tt0344160/. Läst 2 mars 2019.